# Cristina Anghelescu
Cristina Anghelescu   (22 de febrer de 1961) és una violinista romanesa. És la mare de la també violinista Ioana Cristina Goicea.
Anghelescu prové d'una família de músics i va rebre les primeres lliçons de violí del seu pare Aurelian Anghelescu. Va estudiar amb Musiktefan Gheorghiu a l'Acadèmia de Música de Bucarest. Des del 1990 és la violinista principal de l'Orquestra de la Ràdio de Romania. Va aparèixer com a solista convidada amb diverses orquestres simfòniques, entre d'altres, a Londres, Berlín, Moscou, Dresden, Praga, Madrid, Hèlsinki, Bratislava i Caracas, al Pròxim Orient, Taiwan, Tailàndia, Amèrica del Nord i del Sud i va treballar amb directors com Leif Segerstam, Jukka-Pekka Saraste, Sergiu Comissiona i Erich Bergel junts. Va participar en la Primavera de Praga i el Festival de Música de Hèlsinki i va guanyar diversos premis en concursos musicals, inclòs el 4t premi al Concurs Txaikovski el 1986 en el que Raphaël Oleg i Iliá Kaler van compartir el primer premi. I aconseguí el 2n premi al Concurs Internacional de violí Jean Sibelius el 1990. En CD va tocar, entre d'altres, concerts per a violí de Txaikovski, Mendelssohn Bartholdy i Vivaldi i els dos concerts del britànic George Lloyd.

## Enregistraments
- George Enescu, Suite per a piano a quatre mans/Pastoral, minuet trist i nocturn per a violí i piano a quatre mans/ Suzana Szöreny*, Corneliu Rădulescu, Cristina Anghelescu (1985) 	Electrecord – ST-ECE 02716[6]
- Wolfgang Amadeus Mozart, Concert núm. 7 per a violí i orquestra/Rondo en sol per a violí i orquestra/Chamber Orchestra of the Oradea Philharmonic, Conductor - Ervin Acél, Violin - Cristina Anghelescu (1986) Electrecord – ST-ECE 02892[6]
- Naresh Sohal Complete Piano Music; Piano Trio/Konstantinos Destounis, Cristina Anghelescu, Adrian Mantu, Mark Troop (2023) Konstantinos Destounis, Cristina Anghelescu, Adrian Mantu, Mark Troop (7 d'abril, 2023) Toccata Classics – TOCC 0689[6]